# Школи бізнесу в Україні
Школи бізнесу в Україні
- Волинська бізнес школа Національного університету "Острозька академія" [Архівовано 11 лютого 2022 у Wayback Machine.] - перший заклад такого формату на Волині. Мінімум теорії, багато кейсів та занять зі спікерами-практиками. Навчальні програми орієнтовані на малий та середній бізнес.
- Бізнес-школа IBR (англ. Institute of International Business Relations)
- Единбурзька бізнес-школа — є частиною британського університету Геріот-Ватт (англ. Heriot-Watt University). Заснована у 1990.
- Інститут вищої кваліфікації КНТЕУ — Київського національного торговельно-економічного університету
- Каразінська школа бізнесу
- Києво-Могилянська Бізнес Школа [kmbs] — заснована в 1999 при Києво-Могилянській Академії
- Київська бізнес школа (КБШ)
- Міжнародна школа бізнесу IBS Дніпропетровського університету імені Альфреда Нобеля — проводить навчання за програмою МВА, що акредитована по міжнародним стандартам ЕСВЕ.
- Міжнародна бізнес-школа «Nikland»
- Міжнародний інститут бізнесу — створений в 1993 за рішенням Уряду України Українською академією державного управління при Президентові України та Фондом Центрально-Європейського університету (Фонд Джорджа Сороса).
- Міжнародний інститут менеджменту (МІМ-Київ) — перша бізнес-школа в Україні та на території колишнього СРСР (заснована 1989)
- Університет Шеффілда в Україні — співпрацює зі своїм регіональним партнером — Київською Бізнес Школою
- Школа бізнесу КІБІТ — створена в листопаді 2004 в результаті партнерства Київського інституту бізнесу та технологій з проектами CEUME і BMEU, що фінансуються USAID
- SIC MBA Education
- Громадська Школа Бізнесу [Архівовано 12 квітня 2022 у Wayback Machine.] (Business community school - www.bc-school.online`) — заснована у 2012 році у Львові командою експертів для розвитку підприємців та підприємст мікро та малого бізнесу. активно співпрацює з міжнародними фондами та програмами розвитку мікро і малого бізнесу.
- Львівська школа керівників бізнесу [Архівовано 8 березня 2022 у Wayback Machine.] (www.lv-school.mba) - класична бізнес-школа заснована у Львові у 2017 році та пропагує продуктивний процесний підхід до розвитку бізнесу через розвиток керівників та розвиток бізнес-процесів.
- Тернопільська бізнес-школа (англ. Ternopil Business School (скороч.: TBS))  — україно-естонська бізнес-школа у складі Західноукраїнського національного університету, заснована у співпраці з Естонською бізнес-школою.
- Українська бізнес-школа [Архівовано 12 квітня 2022 у Wayback Machine.] (www.uabs.com.ua) - заснована у Львові у 2019 році та працює над розвитком кар'єри керівників і міжнродною сертифікацією керівників за стандартами ISO та WIBMA.
- Бізнес-школа КРОК [Архівовано 24 жовтня 2021 у Wayback Machine.] — заснована в 1992 році, невід'ємна частина Університету КРОК